# Johann Rautenstrauch
Johann Rautenstrauch (* 10. Januar 1746 in Erlangen, Fürstentum Bayreuth; † 8. Januar 1801 in Wien, Habsburgermonarchie) war ein deutsch-österreichischer Satiriker der Aufklärung und Hofagent.
Im Jahr 1770 kam Rautenstrauch nach Wien, wo er sich, zum Teil unter seinem Pseudonym Arnold Ehrlich, der politischen, historischen und kirchenpolitischen Publizistik im Sinne der Reformpolitik Josephs II. zuwandte.

## Werke

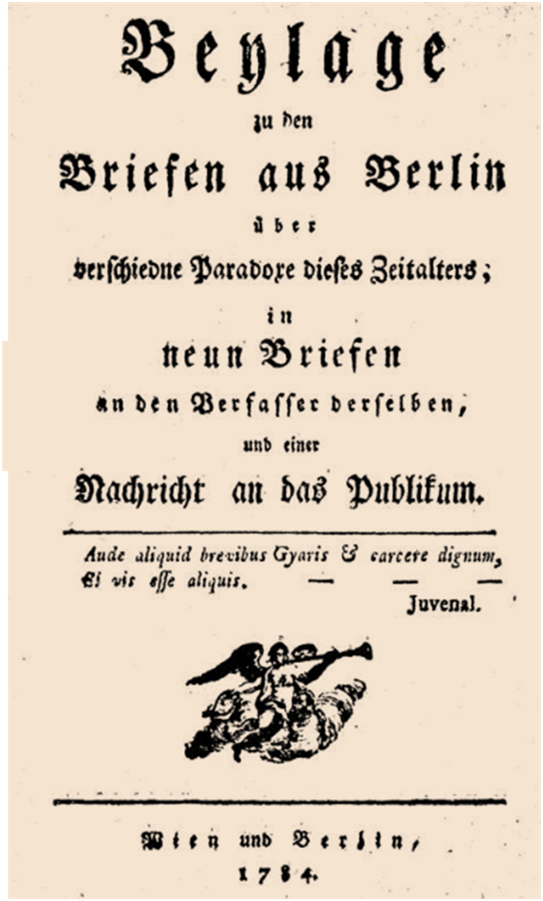
Titelseite "Beylage zu den Briefen aus Berlin über verschiedne Paradoxe dieses Zeitalters; in neun Briefen an den Verfasser derselben, und einer Nachricht an das Publikum.", Wien und Berlin, 1784

### Erzählungen
- Der Teufel in Wien, 1783
- Der Teufel in den Vorstädten, 1783

### Gedichte
- Das beglückte Straßburg, 1768
- Kriegslieder für Josephs Heere, 1778
- Das neue Wien: Eine Fabel, 1785

### Historisch-politische Schriften
- Oesterreichischer Kriegs-Almanach, 1778/79
- Biographie Marien Theresiens, 1779
- Über die Stubenmädchen in Wien, 1781
- Über die Unnütz-Schädlichkeit der Juden im Königreiche Böhmen und Mähren, 1782

- Die Schwachheiten der Wiener, 1784

### Lustspiel
- Der Jurist und der Bauer, 1773

### Sonstige
- Briefe aus Berlin über verschiedne Paradoxe dieses Zeitalters; in neun Briefen an den Verfasser derselben, und einer Nachricht an das Publikum., 1784